# Medardus van Noyon

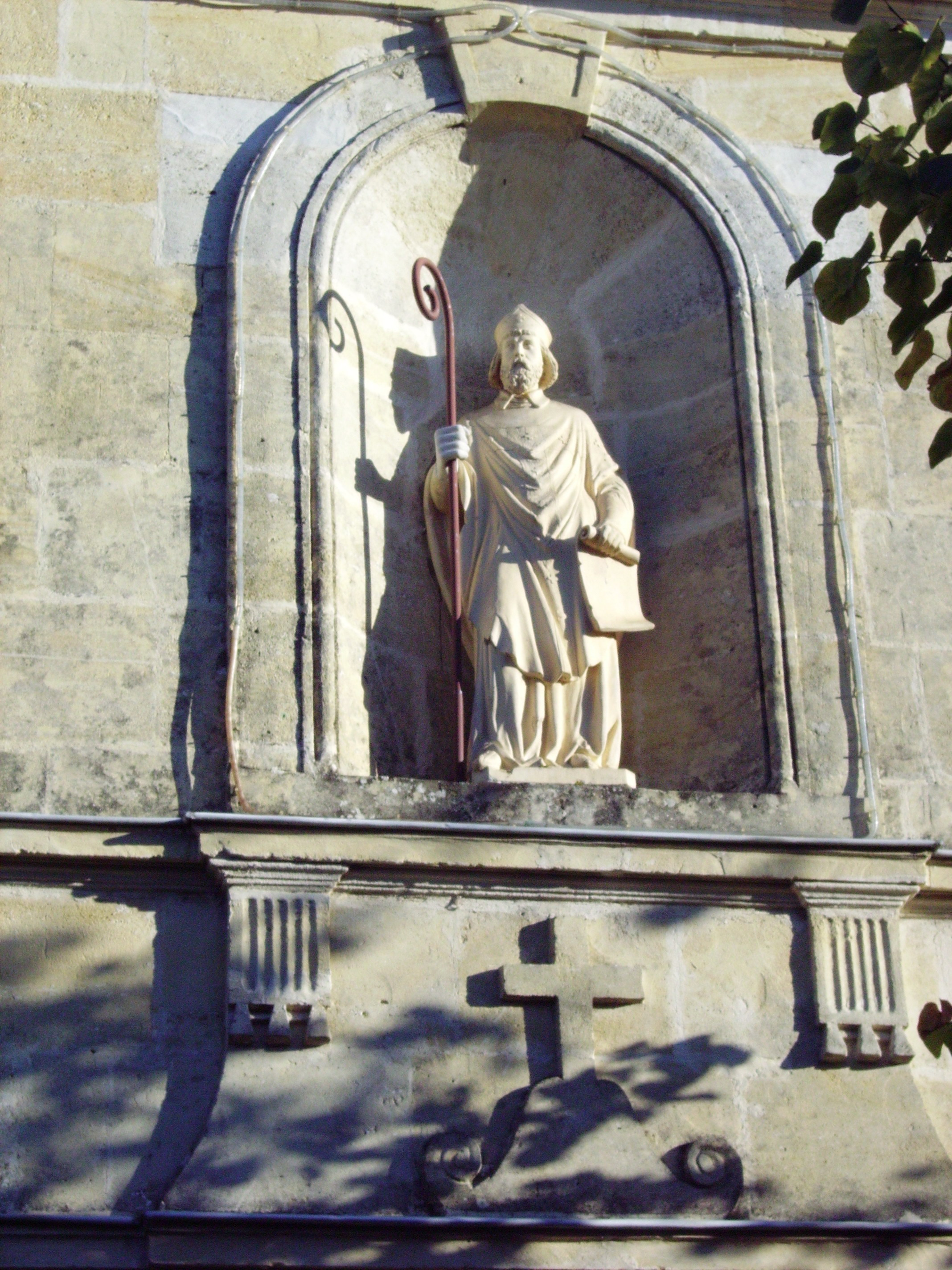
Medardus van Noyon

Medardus van Noyon (Salency, omstreeks 470 - † omstreeks 545 of later) was een bisschop van Doornik en tevens heilige in de Rooms-Katholieke Kerk.

## Leven
De ouders van Medardus waren Nactor en Protagaia, beiden van Gallo-Romeinse afkomst en tot het christendom bekeerd. In 530 werd hij gewijd tot bisschop van Vermand. De bisschopszetel werd in 531 verplaatst naar Noyon, wat beter verdedigbaar was. Het bisdom Doornik werd in hetzelfde jaar bij dat van Noyon gevoegd.
Omtrent Medardus bestaan een groot aantal legenden. Ook zou hij onder meer het feest van de rozen hebben ingevoerd ter vervanging van heidense rituelen.

## Verering
Medardus is de patroon van boeren, wijnbouwers, bierbrouwers en paraplumakers. Hij wordt aangeroepen om regen te krijgen in tijden van droogte. Ook wordt hij aangeroepen tegen diverse ziekten. Diverse gezegden en rijmpjes, zowel in de Nederlandse als in de Franse taal, verwijzen naar Medardus' invloed op de regen.
De feestdag van Medardus is 8 juni.
- Gemeinsame Normdatei: 189515651
- Système universitaire de documentation: 175073848
- Virtual International Authority File: 220870825
- WorldCat: E39PBJvMycWkcmpWjKTVcMYdcP